# Eduardo Pereyra (músico)
Eduardo Pereyra (Rosario, 13 de octubre de 1900 - Vicente López, Buenos Aires, 21 de febrero de 1973) fue un pianista, compositor  y director de orquesta dedicado al género del tango. También fue conocido con los apodos de Chón y de Cooper Ray.

## Actividad profesional
En su ciudad natal recibió las primeras lecciones de piano y se perfeccionó en Buenos Aires con (Vicente) Scaramuzza, Ernesto Drangosch y otros maestros. A los quince años ya había compuesto El africano, uno de los tangos clásicos, a pedido del propietario del café del mismo nombre.
Muy joven, se incorporó como maestro director de orquesta a la Compañía Roma-Marchesi, con la cual en 1916 y 1917 recorrió buena parte del país. Se radicó en Buenos Aires y trabajó como músico en cafés, bailes y otros locales de esa ciudad y de Rosario. Integró un terceto con Abel Bedrune y el ruso Iván y luego un quinteto, con los bandoneones de Bedrune y Chirino y los violines de Ríos y Di Paoli.
En 1921 huyó al Uruguay para eludir el servicio militar obligatorio y de allí a Chile acompañando en Punta Arenas a la bailarina española Satanela; gestionó el indulto militar y volvió al año siguiente al país. Ingresó como asesor a la RCA Victor y trabajó en un café de Humberto 1º y Entre Ríos, como pianista del cuarteto que completaban el bandoneonista Rafael Rossi y los violinistas Caraballo y Castellanos. Por ese tiempo formó una orquesta con la que actuó en la antigua radio LOY y también en otras emisoras.
En 1923 trabajó en el café Los Andes de la calle Canning –actualmente Scalabrini Ortiz- en el conjunto encabezado por el bandoneonista  Luis Petrucelli, con Pedro Maffia en el mismo instrumento, Emilio Ferrer y Fernando Franco en violines y Pereyra desde el piano. Su trabajo siguiente fue en el Abdullah Club, ubicado en el subsuelo de la Galería Güemes en la calle Florida, con el sexteto que dirigía el violinista Agesilao Ferrazzano que integraban además Femando Franco, también en violín, Ciriaco Ortiz y Antonio Romano en bandoneón y Olindo Sinibaldi en contrabajo. Por la misma época hace algunas grabaciones para RCA Victor al frente de una orquesta típica y además acompaña a los cantantes Rosita Quiroga y Roberto Díaz, como solista o con su conjunto. También actuó en LOX Radio Cultura acompañado por los bandoneonistas Ciriaco Ortiz y Petrucelli; los violinistas Eugenio Nobile, Luis Gutiérrez del Barrio y Antonio Arcieri, y el bajista Ángel Corletto.
Hacia 1925 viajó a España actuando en el teatro Romea de Madrid y luego en Barcelona, donde tocó con Juan Bautista Deambroggio (Bachicha) y Mario Melfi y Eduardo Bianco. Trabajó en otras ciudades europeas y regresó a Buenos Aires junto con el equipo de fútbol del Club Boca Juniors que volvía de su famosa gira europea.
De regreso en Buenos Aires, grabó para RCA Victor y Brünswick y trabajó en cines, cafés y radios, acompañando a veces en vivo y en discos a Rosita Quiroga y Agustín Magaldi. Formó un trío con Ciriaco Ortiz y Elvino Vardaro y realizó grabaciones para la RCA Victor integrando el sexteto del violinista Ferrazzano, con Bernardo Germino (2º violín), Enrique Pollet y Luis D'Abbraccio (bandoneones) y Olindo Sinibaldi (contrabajo). Posteriormente actuó en un café del barrio de Flores con Alcides Palavecino en violín y Joaquín Mora en bandoneón.
Por esa época una enfermedad grave obligó a Pereyra a permanecer un largo tiempo inactivo y viviendo en Córdoba. En 1929 volvió a componer, creó la zamba Farol de los gauchos, con versos de Celedonio Esteban Flores, realizó una gira a Brasil y al volver se radicó  brevemente en Montevideo, donde trabajó en el Royal Pigall, en Radio Carve y en el desaparecido cabaré Los Diablos Rojos, de la calle Piedras, casi Colón.
Entre 1931 y 1932, ya en Buenos Aires, grabó para la Brunswick dos temas como solista de piano: Vagabundo, de Pedro Noda y Agustín y Emilio Magaldi y Divina, de Joaquín Mora. Con un pequeño conjunto en 1934 grabó en RCA Víctor y al año siguiente integró un sexteto que actuó dos meses en LR1 Radio El Mundo; allí estuvo con Elvino Vardaro y Manlio Francia (violines); Ciriaco Ortiz y Calixto Sallago (bandoneones) y Vicente Sciarreta (contrabajo). 
Luego de nuevas actuaciones en Brasil y Uruguay recorrió otros países americanos, entre los cuales estaba Colombia, donde permaneció varios años. También  actuó en Los Ángeles y en España en 1939 y tuvo una academia de canto en Buenos Aires.

## Labor como compositor
Como compositor, entre sus piezas destacables, además de El africano, que es de 1916, cabe añadir Gorriones (de la obra teatral homónima de Oscar R. Beltrán, de julio de 1926), con letra de Celedonio Flores; Y reías como loca, con letra de José Agustín Ferreyra, que acompañaba adaptada rl filme mudo Perdón viejita, con letra de José Agustín Ferreyra; La uruguayita Lucía, titulada inicialmente Cuna de los bravos 33, que hizo con Daniel López Barreto; Pan también con versos de Flores y Madame Ivonne  con letra de Enrique Cadícamo.
También continúan siendo éxitos sus obras Nunca es tarde (Todavía estás a tiempo)  y Viejo coche que fueron creaciones en la voz de Rosita Quiroga, que le grabó también El as de los ases, los tres con letras de Celedonio Flores, y las canciones criollas Farol de los gauchos con letra de Flores, La canción de los remeseros, con letra de Yaraví (Ítalo Silvestre Gianetti) y Arreando ensueños, con letra de Emilio Magaldi, todos los cuales popularizara el dúo Magaldi-Noda.
Otros de sus tangos fueron Añorando, Arrullo de bandoneón, La borracha, Canción triste, Como aquellas rosas rojas, Cuando llega otro cariño, La fulana, Loria, El satanás, Poema en gris, Viejo Boby, Pasan las horas, Perfiles del suburbio, Ranita, No hagas caso a lo que dicen, Recuerdos de arrabal, La tirana, Y te fuiste a París, Milonga querida, Magia negra y Y que seas muy feliz, además de dos canciones con letra de Yaraví que le grabó Corsini: El resero y Cuando el indio ama.
Eduardo Pereyra falleció en Buenos Aires, el 21 de febrero de 1973.